# トニー・ヘンリー
トニー・ヘンリー（Tony Henry、1957年11月26日 - ）は、イングランド出身の元サッカー選手。

## 来歴
マツダSC時代の登録名はトニー。イングランド時代は攻撃的なMFとして活躍していたが、マツダSC時代はサイドバックとしても活躍した。

## 所属クラブ
- 1974年 - 1981年 :  マンチェスター・シティFC
- 1981年 - 1983年 :  ボルトン・ワンダラーズFC
- 1983年 - 1987年 :  オールダム・アスレティック
- 1987年 - 1989年 :  ストーク・シティFC
- 1989年 - 1991年 :  マツダSC
- 1991年 - 1992年 :  シュローズベリー・タウンFC
- 1992年 :  ウィットン・アルビオンFC
- 1992年 :  バリークレア・コムレイズFC
- 1993年 :  ポータダウンFC
- 1993年 :  グレントランFC
- 1993年 :  アッシリスカFF
- 1994年 - 1996年 :  トータル・ネットワーク・ソリューションズ・ランサンフライト

## 個人成績
日本国内成績
| 国内大会個人成績 | 国内大会個人成績 | 国内大会個人成績 | 国内大会個人成績 | 国内大会個人成績 | 国内大会個人成績 | 国内大会個人成績 | 国内大会個人成績 | 国内大会個人成績 | 国内大会個人成績 | 国内大会個人成績 | 国内大会個人成績 |
| 年度             | クラブ           | 背番号           | リーグ           | リーグ戦         | リーグ戦         | リーグ杯         | リーグ杯         | オープン杯       | オープン杯       | 期間通算         | 期間通算         |
| 年度             | クラブ           | 背番号           | リーグ           | 出場             | 得点             | 出場             | 得点             | 出場             | 得点             | 出場             | 得点             |
| 日本             | 日本             | 日本             | 日本             | リーグ戦         | リーグ戦         | JSL杯            | JSL杯            | 天皇杯           | 天皇杯           | 期間通算         | 期間通算         |
| ---------------- | ---------------- | ---------------- | ---------------- | ---------------- | ---------------- | ---------------- | ---------------- | ---------------- | ---------------- | ---------------- | ---------------- |
| 1989-90          | マツダ           |                  | JSL2部           | 27               | 11               | 2                | 0                |                  |                  |                  |                  |
| 1990-91          | マツダ           | 4                | JSL2部           | 12               | 4                | 1                | 0                |                  |                  |                  |                  |
| 通算             | 日本             | 日本             | JSL2部           |                  |                  |                  |                  |                  |                  |                  |                  |
| 総通算           |                  |                  |                  |                  |                  |                  |                  |                  |                  |                  |                  |